# Cristianismo en Mongolia
El cristianismo en Mongolia es una religión minoritaria: en 2020, los cristianos representaban el 1.94 % de la población. La mayoría de los cristianos en Mongolia se convirtieron al cristianismo después de la Revolución mongola de 1990. Según el grupo misionero cristiano Mision Eurasia, el número de cristianos creció de menos de 50 en 1989 a alrededor de 75 000 en 2025. Según el Censo Nacional de 2010, había 41 117 cristianos (de 15 años o más), es decir, el 2.1 % de la población total.

## Nestorianismo

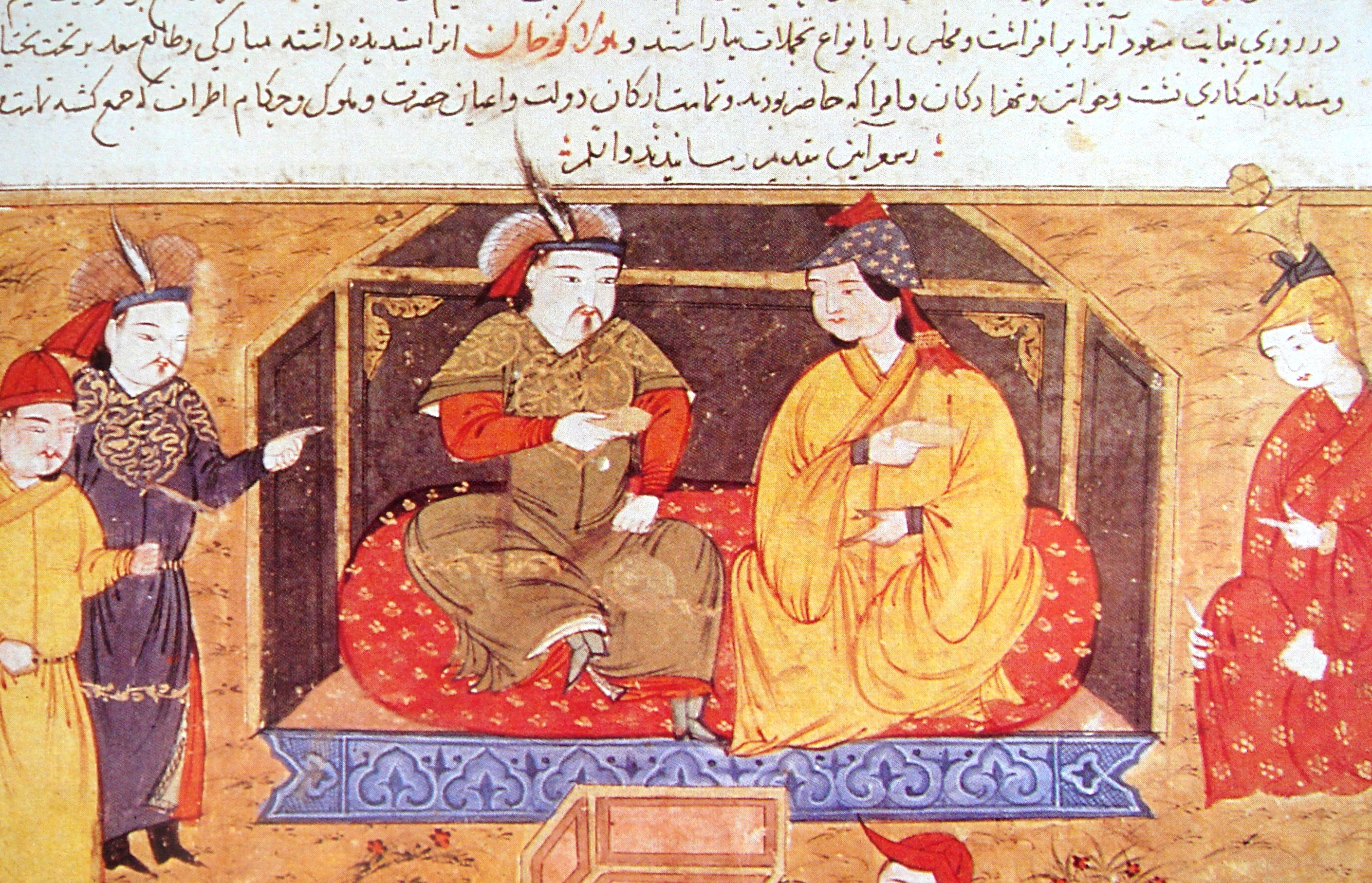
Hulagu, nieto de Gengis Kan y fundador de Ilkhanato, sentado con su cónyuge cristiana oriental Oroqina Khatun de los Keraitas.

En el siglo VII, el nestorianismo fue la primera forma de cristianismo que se propagó entre los mongoles, aunque era una religión minoritaria y siguió siéndolo. Sin embargo, tuvo una gran influencia filosófica en otras tradiciones espirituales mongolas, como el budismo y el chamanismo.
Durante el ascenso del Imperio mongol en el siglo XIII, los Grandes Kanes, aunque en su mayoría chamanistas y budistas, eran religiosamente tolerantes hacia los cristianos nestorianos, los musulmanes y los maniqueos. Muchos de los kanes tenían esposas cristianas nestorianas del clan Kerait, que eran extremadamente influyentes en la corte mongol. Durante el gobierno de Möngke Kan, el cristianismo fue la principal influencia religiosa. Después de la desintegración del Imperio mongol en el siglo XIV, el cristianismo nestoriano casi desapareció de la región.
Sólo quedan muy pocos rastros arqueológicos del florecimiento del nestorianismo entre los mongoles. En Mongolia Interior se han registrado varias lápidas nestorianas en el pasado, pero actualmente no queda ninguna in situ.

## Cristianismo Sincrético
Algunos mongoles rechazaron la estructura de la iglesia y lo que era ortodoxo para la época, y tomaron prestados elementos de otras religiones y fusionaron creencias de varias denominaciones cristianas. Algunos incluso identificaron a Adán con Buda.
El sincretismo en este sentido influyó en el modo en que se desarrolló el budismo chino, mongol y tibetano, y sus efectos todavía pueden observarse en las formas modernas de estas tradiciones.

## Iglesia Ortodoxa

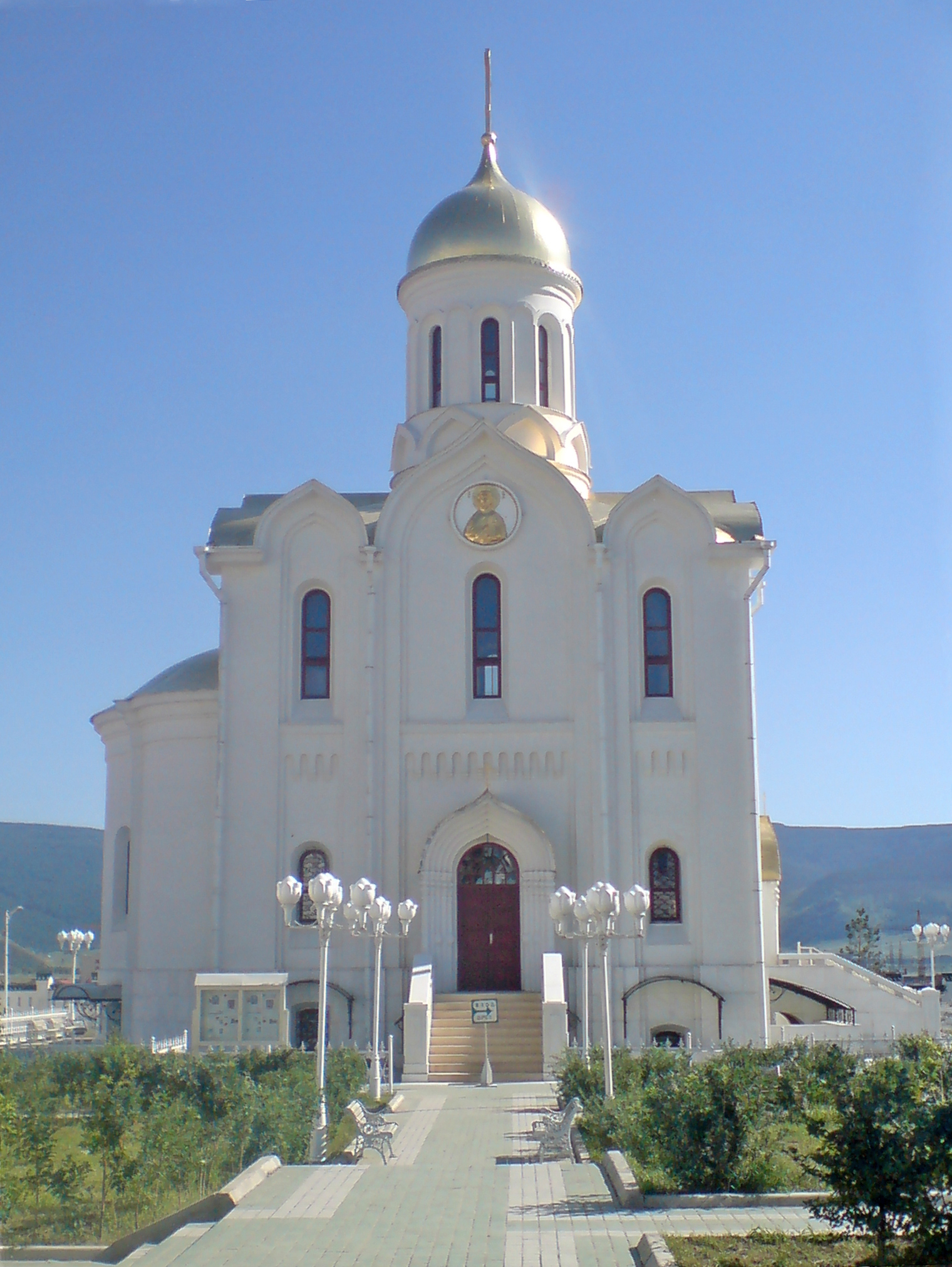
Iglesia de la Santa Trinidad

Las iglesias ortodoxas y sus monjes fueron víctimas de la invasión mongola de Europa del Este a principios del siglo XIII. Sin embargo, el jarlig, o carta de inmunidad, también contribuyó al fortalecimiento de la Iglesia. Con el reinado de Möngke-Temür, en 1267 se otorgó un jarlig a Kirill II de Kiev para la Iglesia Ortodoxa. Aunque la iglesia había estado bajo la protección de facto de los mongoles diez años antes (según el censo de 1257 realizado bajo el mando del Kan Berke), este jarlig decretó formalmente la protección de la Iglesia Ortodoxa. Más importante aún, eximió oficialmente a la Iglesia de cualquier forma de impuesto por parte de las autoridades mongolas o rusas y permitió a los clérigos permanecer sin registrarse durante los censos y, además, el clero no estaba sujeto a trabajos forzados ni al servicio militar. Por primera vez, la Iglesia Ortodoxa sería menos dependiente de los poderes principescos que en cualquier otro período de la historia rusa.
Entre 1771 y 1845, al menos ocho misiones de la Iglesia Ortodoxa Rusa visitaron Mongolia. La primera iglesia ortodoxa en territorio mongol, la Iglesia de la Santísima Trinidad, fue establecida en la ciudad capital de los Jaljas, Urga, en 1872, y reconstruida ahí en 2007.

## Iglesia Católica

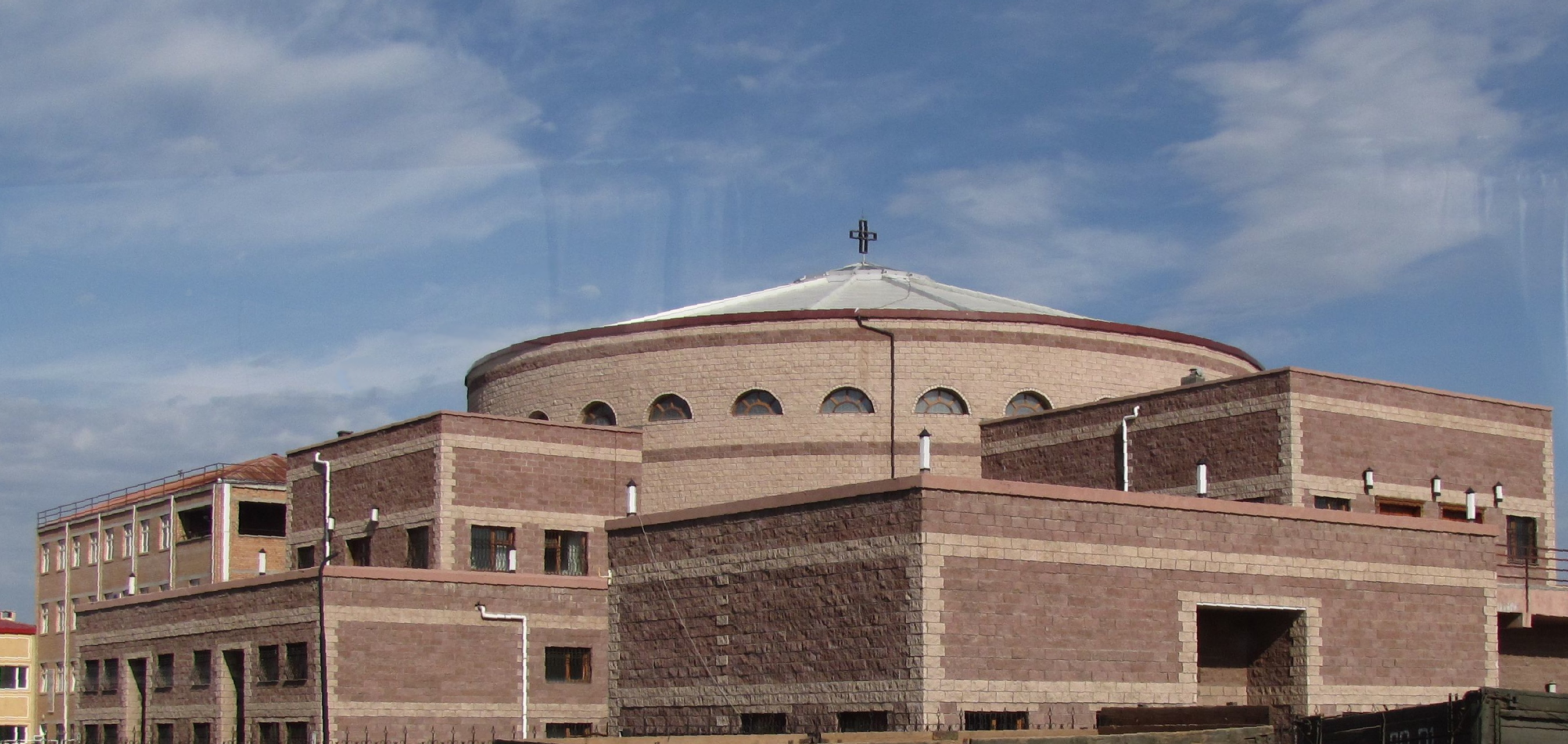
Catedral de San Pedro y San Pablo

Históricamente, gran parte de Europa había estado gobernada por tribus turcas y mongolas, ambas originarias de Mongolia. El Imperio Romano de Oriente fue conquistado por los turcos otomanos en el siglo XV. El catolicismo occidental se introdujo por primera vez en la Edad Media, principalmente a través de los misioneros franciscanos y dominicos enviados a la corte mongol en Karakórum, y también a través de las misiones católicas romanas medievales en China. Los misioneros en China tuvieron éxito durante la dinastía Yuan, creada por los mongoles, a finales del siglo XIII y principios del XIV. Sin embargo, después de que la dinastía Ming derrocó a la dinastía Yuan en 1368, los cristianos fueron expulsados de China. Muchos mongoles en la parte occidental del Imperio se convirtieron al Islam y con el colapso de todo el Imperio mongol en el siglo XIV, el cristianismo casi desapareció de Asia Central, reapareciendo sólo después de la segunda guerra del Opio a mediados del siglo XIX. Con el tiempo, se fundó una misión para Mongolia Exterior, lo que le dio a Mongolia su primera jurisdicción católica romana, pero todo el trabajo cesó un año después, cuando se estableció la República Popular de Mongolia y ya no se permitió la libertad de pensamiento y religión.
Después de la Revolución mongola de 1990, los misioneros católicos romanos regresaron y reconstruyeron la iglesia desde cero. Desde 2006, existe una Prefectura Apostólica, un obispo, tres iglesias y relaciones diplomáticas entre la Santa Sede y Mongolia desde 1992. El Papa Juan Pablo II originalmente planeó visitar Mongolia junto con Kazán, pero finalmente canceló el viaje, supuestamente explicando a un periódico ruso que "Nuestro Señor no lo quiere". Para el año 2014, había 919 católicos en la Prefectura Apostólica de Ulán Bator, encabezada por Wenceslao Selga Padilla, CICM como Prefecto y organizados en 6 parroquias.

## Protestantismo

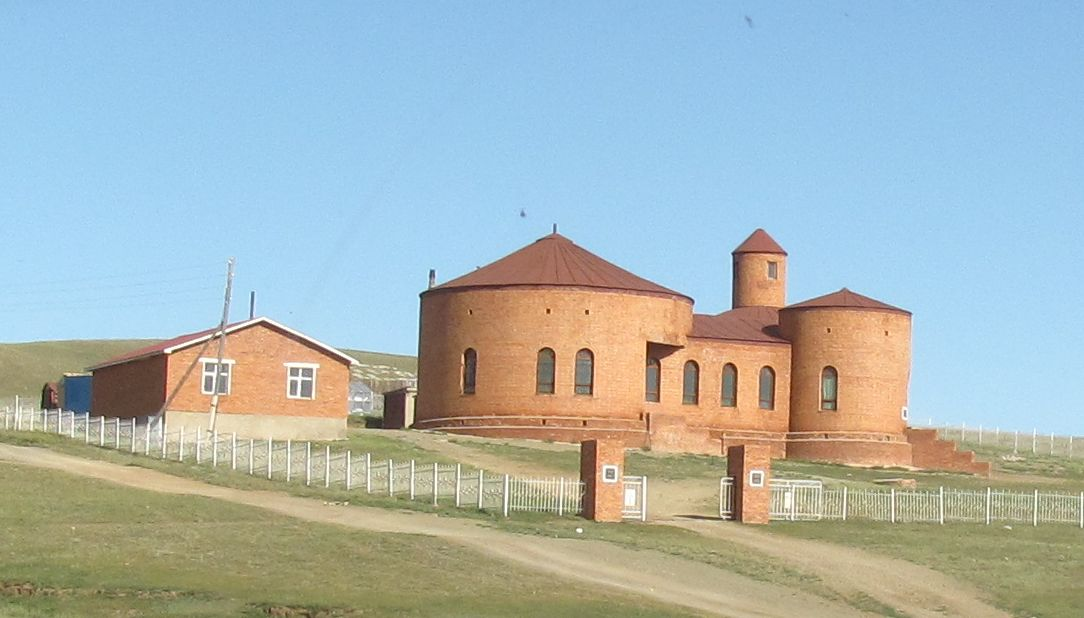
Iglesia protestante en Zuunmod, provincia de Töv

La mayoría de los cristianos en Mongolia hoy en día son protestantes, y la mayoría se han convertido al cristianismo desde la Revolución mongola de 1990. Mongolia tiene una estación de televisión cristiana local, Eagle Television, y una estación de radio pro-cristiana, Family Radio.

## La Iglesia de Jesucristo de los Santos de los Últimos Días

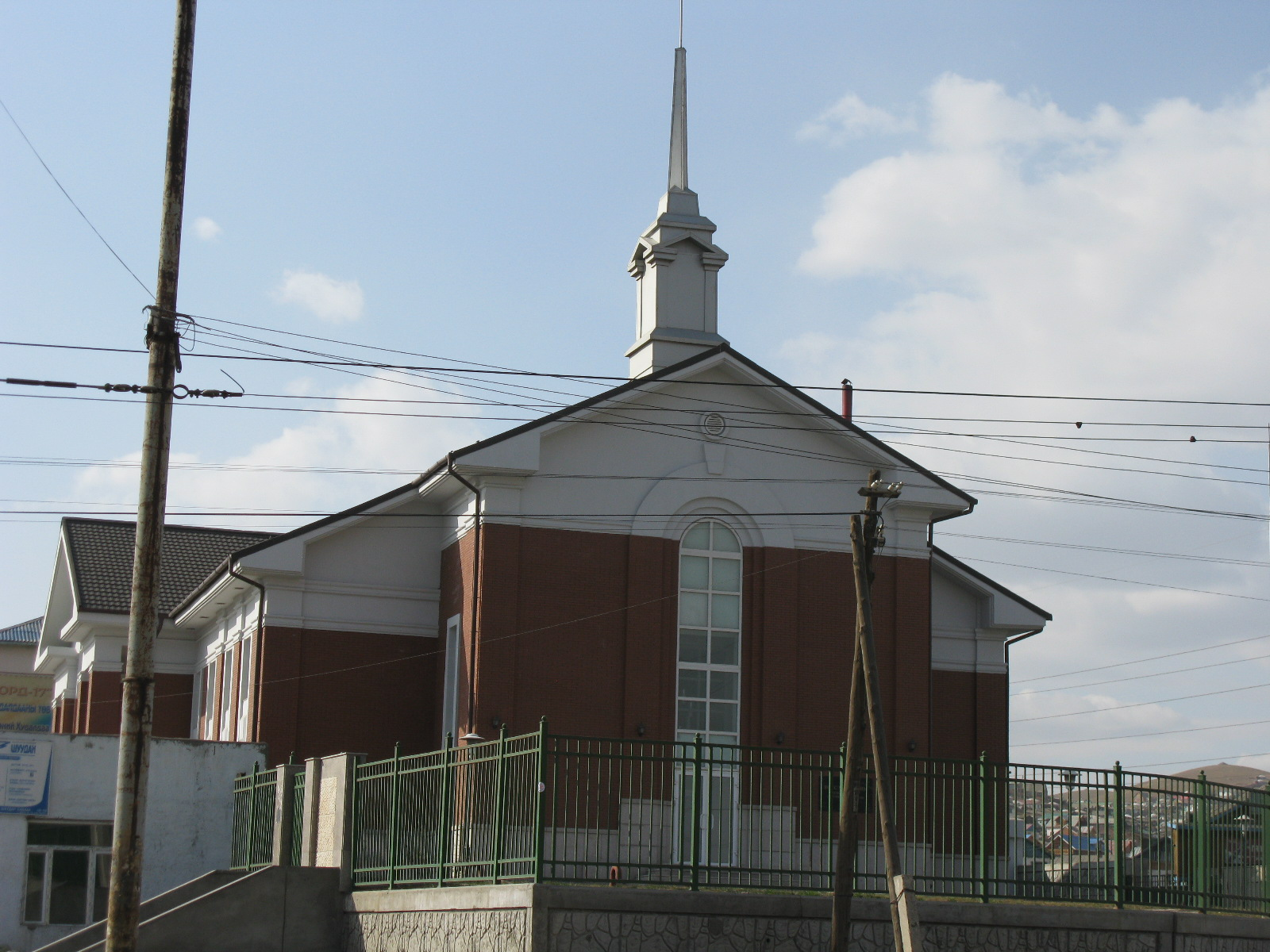
Un centro de reuniones de la Iglesia SUD en Ulán Bator, Mongolia

En 1992, seis misioneros de la Iglesia de Jesucristo de los Santos de los Últimos Días llegaron a Mongolia como profesores de inglés. En 1995, se estableció la Misión Mongolia Ulán Bator con Richard Cook como el primer presidente de la misión. Alrededor de 2010, entraron en vigor nuevas leyes de visas que limitaban el ingreso de extranjeros, lo que provocó que muchos misioneros extranjeros de la Iglesia de Jesucristo de los Santos de los Últimos Días fueran reasignados a otros países. Sin embargo, había alrededor de 110 misioneros mongoles que servían en misiones de tiempo completo dentro de Mongolia. A finales de 2015, la Iglesia de Jesucristo de los Santos de los Últimos Días tenía 11,250 miembros en 23 congregaciones.